# Nathaniel Reilly-O'Donnell
Nathaniel Reilly-O'Donnell est un rameur britannique, né le 13 avril 1988 à Ealing.

## Palmarès

### Championnats du monde
- 2011, à Bled ( Slovénie)
  -  Médaille d'argent en Huit poids légers
- 2014, à Amsterdam ( Pays-Bas)
  -  Médaille d'or en Huit

### Championnats d'Europe
- 2015, à Poznań ( Pologne)
  -  Médaille d'or en Quatre de pointe